# Числително име
Числителното име е изменяема част на речта, която определя броя или реда на предметите. Мени се по род и число.
Някои лингвисти свързват числителното име с понятието за количество и поредност. Количествени характеристики могат да се посочат и с други части на речта:
- съществителни имена – стадо, отбор;
- прилагателни имена – троен,много,малко;
- местоимения – толкова,няколко;
- глаголи – потретвам.

Обособяването на числителното име като отделна част на речта дълго време е било много оспорвана тема – употребено самостоятелно, числителното напомня на съществително име, а по значение се доближава до прилагателното.

## Морфологични характеристики
Редните числителни и някои от бройните (един, една, едно, едни и два, две) имат морфологични категории род и число, категория определеност (пълен, кратък член) притежават всички числителни имена. Редните числителни имена не се степенуват.

## Видове числителни имена

### По състав

#### Прости числителни имена
Образувани от прости думи: два, три, шест; втори, трети, шести

#### Сложни числителни имена
Образувани са от повече от една коренна морфема (сложни думи) – петнадесет, седемстотин; дванадесети, петнадесети

##### Съставни числителни имена
Съчетания от две или повече числителни имена, назоваващи едно число – тридесет и три, сто тридесет и три, хиляда сто тридесет и три и т.н.
Основните принципи за образуване на числителни са два:
- чрез аритметично действие събиране се образуват числителни имена от единадесет до деветнадесет като по-долният клас се поставя пред по-горния, съединени с предлога „на“ – седемнадесет;
- чрез действие умножение се образуват числителни имена, съдържащи числа от един и същ клас – петстотин[2].

Към съставните числителни имена спадат и дробните числителни имена – образуват се от 2 числителни: първото е количествено – означава числителя на дробното число, а второто е редно и означава знаменателя (например 5/8, чете се пет осми).

### По значение

#### Бройни числителни имена
Някои учени ги определят като основни, тъй като те назовават числата от десетичната бройна система.
Основни числителни бройни са един, два, три, четири, пет, шест, седем, осем, девет, сто, хиляда, милион, милиард – следователно основните бройни числителни имена са непроизводни, а чрез различни комбинации се образуват останалите редни и бройни числителни.
- Числителни бройни за приблизителност – образуват се чрез безсъюзно свързване на дадено числително със следващото по ред от същия клас – четири-пет, пет-шест.

Числителни за приблизителност се образуват и с наставката -ина – петдесетина. Би могло да се използва и числително – комбинация от двата вида образуване (напр.: петнадесетина-шестнадесет).
Към бройните числителни спадат мъжколичните числителни имена:
- Мъжколични числителни имена – употребяват се само за съществителни имена (нарицателни) от мъжки род, множествено число – петима архитекти, двадесет и двама учители

#### Редни числителни имена
Посочват числовата позиция на даден обект.
С изключение на числителните първи, втори всички останали редни числителни имена са производни чрез основата на бройните числителни имена – девети, осемнадесети, сто петдесет и шести.